# منطقة كروناخ
مِنْطَقَة كرُونَآَخ (بالأَلمانِيَّة: Landkreis Kronach) هي دائِرَة أَلمانِيَّة تَّابعة لمُحافظة فرانكُونيا العُليا في وِلاَية باڤارِيا في جُمهُوريَّة أَلمَانيَا الاِتّحاديّة. وتضُمّ مِنطقَة كرُونآَخ أَربع مُدُن، وسبعة أَسواق، وسبع بلدات، وبلدتان حُرَّتان بمِساحة تُقَدَّر بحوالَي 651 كم².

## معرض الصور

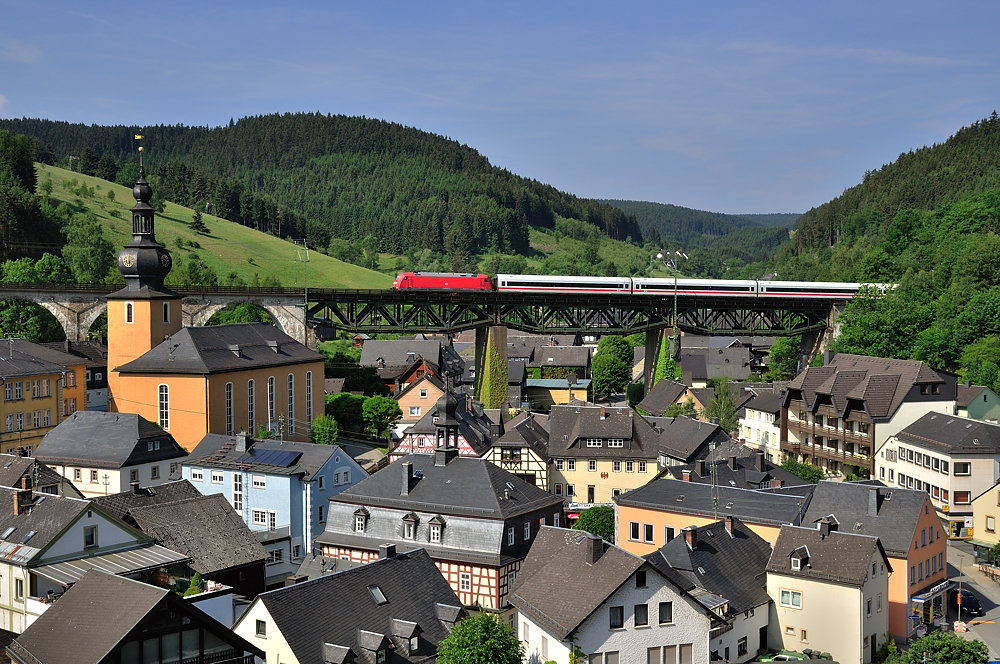
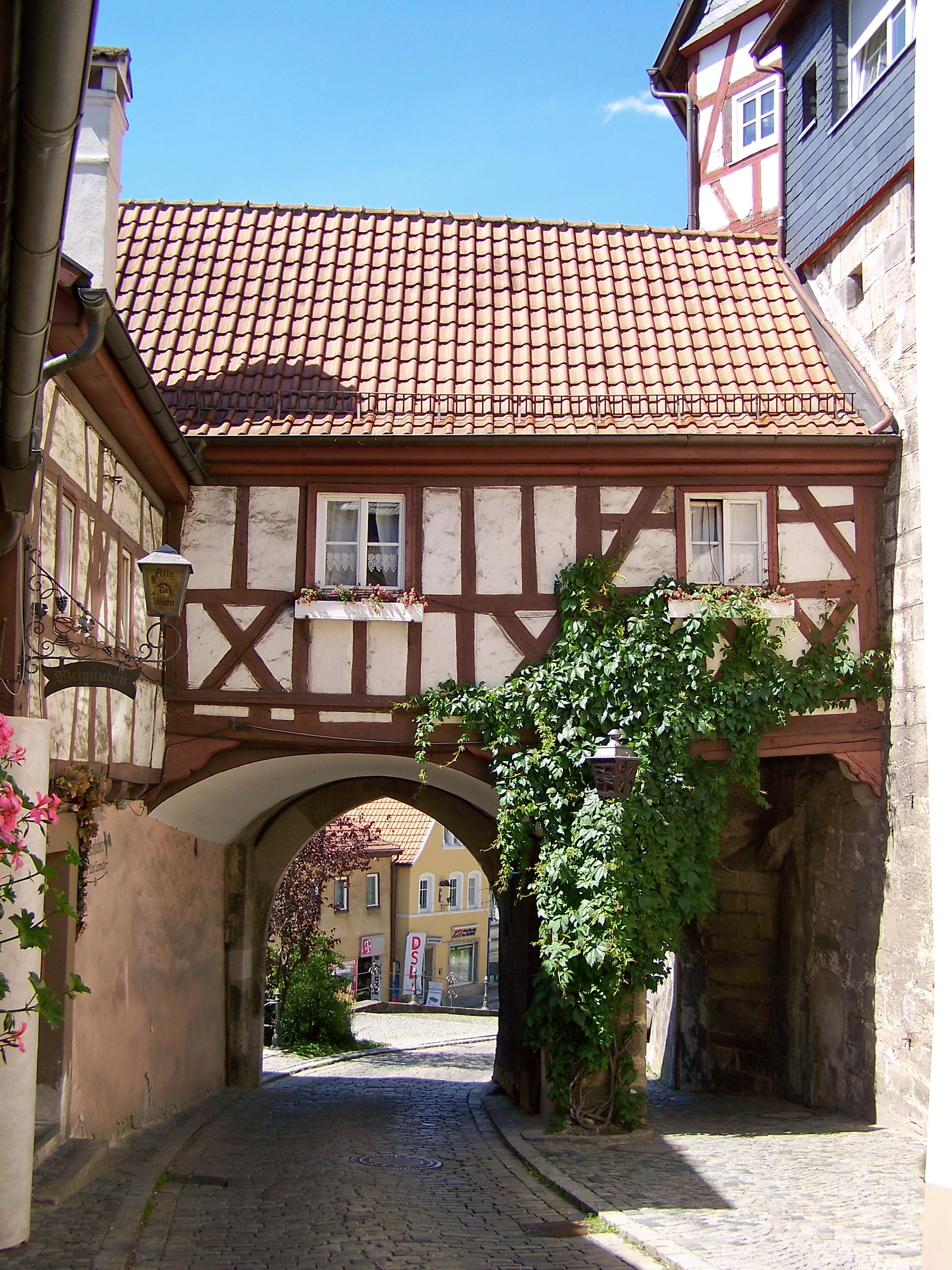
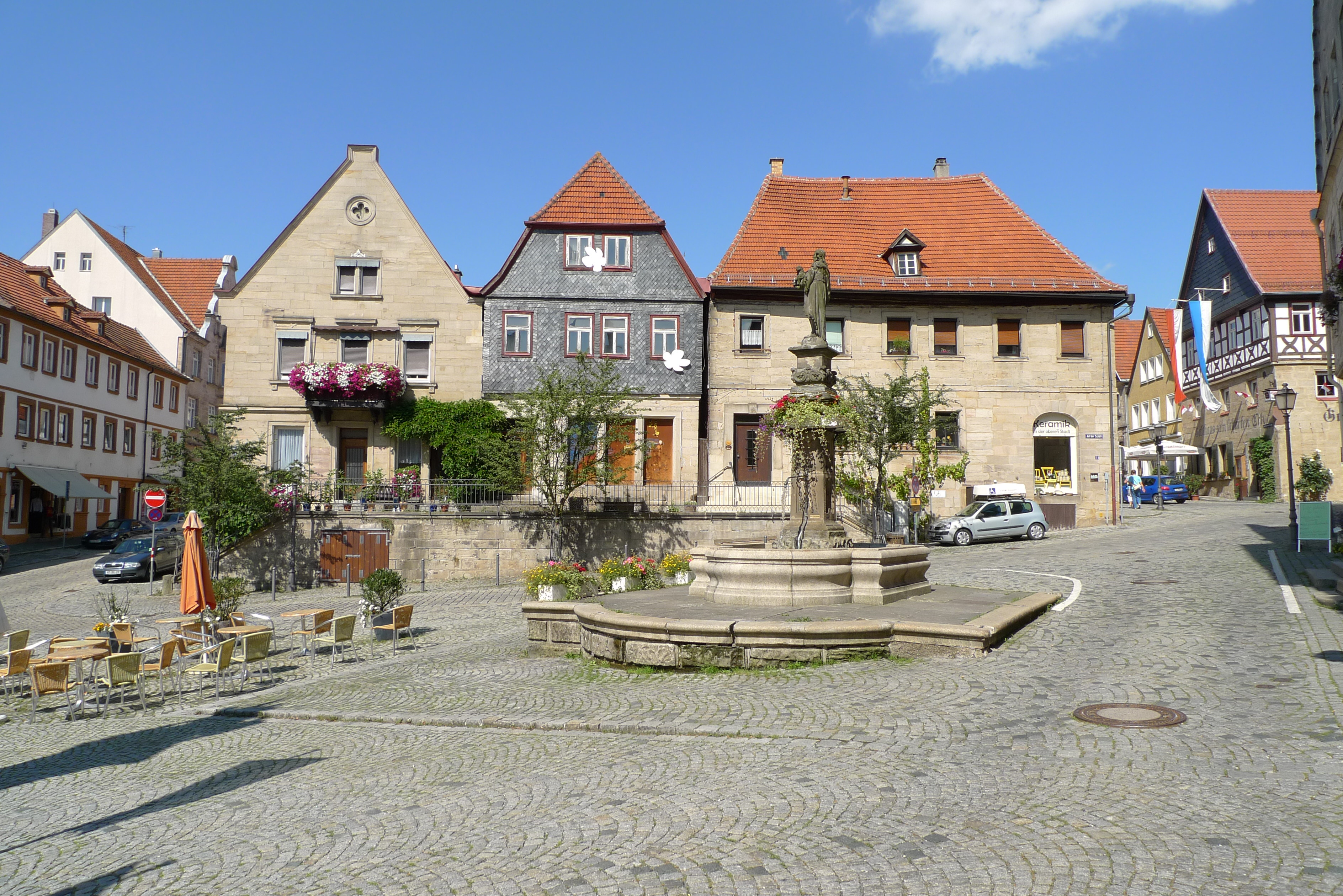
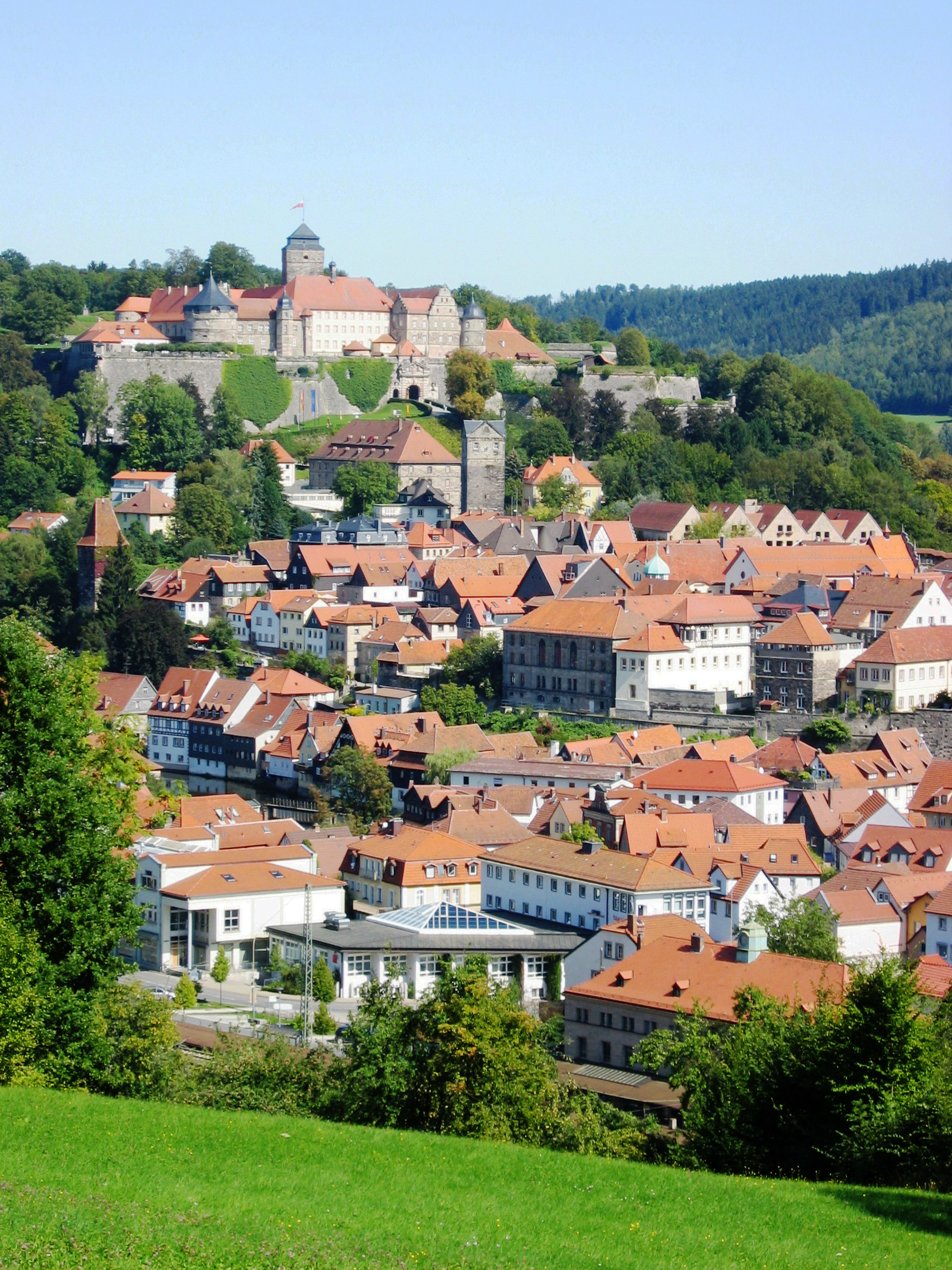

## التّقسِيمات الإِدارِيّة
تضُمّ مِنطقَة كرُونآَخ أَربع مُدُن، وسبعة أَسواق، وسبع بلدات، وبلدتان حُرَّتان فِي المجَال الإِدارِيِّ الحُرَّ بمِساحة تُقَدَّر بحوالَي 651 كم².

### المُدُن
| اِسم المدِينة        | ٱلِٱسم بالأَلمانِيَّة   | عَدد السُكَّان | المِساحَة (كم²) |
| ------------------ | ------------------ | ---------- | ------------- |
| مدِينة كرُونَآَخ       | Stadt Kronach      | 16٬877     | 67            |
| مدِينة لُودڤِيغسشَتَادت | Stadt Ludwigsstadt | 3٬423      | 59            |
| مدِينة تُوِيشنِيتز     | Stadt Teuschnitz   | 1٬978      | 34            |
| مدِينة ڤَآلِنٌفِلس      | Stadt Wallenfels   | 2٬739      | 46            |

### الأَسوَاق
| اِسم السُّوق      | ٱلِٱسم بالأَلمانِيَّة  | عَدد السُكَّان | المِساحَة (كم²) |
| -------------- | ----------------- | ---------- | ------------- |
| سُوق كُوبسِّ       | Markt Küps        | 7٬781      | 36            |
| سُوق مَاركِترُودَآَخ | Markt Marktrodach | 3٬743      | 33            |
| سُوق مِيتڤِيتزِّ    | Markt Mitwitz     | 2٬817      | 33            |
| سُوق نُوردهَالبِنٌ  | Markt Nordhalben  | 1٬719      | 22            |
| سُوق برِيسِّيغٌ     | Markt Pressig     | 3٬964      | 53            |
| سُوق شْتَآيْنٌڤِيْزِنٌ  | Markt Steinwiesen | 3٬460      | 55            |
| سُوق تِيتآُو      | Markt Tettau      | 2٬060      | 24            |

### البلدَات
| اِسم البلدَة            | ٱلِٱسم بالأَلمانِيَّة           | عَدد السُكَّان | المِساحَة (كم²) |
| --------------------- | -------------------------- | ---------- | ------------- |
| بَلْدَة رَآيشِنٌّبَآَخ         | Gemeinde Reichenbach       | 671        | 9             |
| بَلْدَة شنِيكِنٌّلُوَه         | Gemeinde Schneckenlohe     | 1٬044      | 9             |
| بَلْدَة شتَآينبَآَخ أَم ڤَآلِد | Gemeinde Steinbach am Wald | 3٬145      | 36            |
| بَلْدَة شتُوكهَآيمٌّ         | Gemeinde Stockheim         | 4٬980      | 25            |
| بَلْدَة تشِيِرِنٌ            | Gemeinde Tschirn           | 529        | 20            |
| بَلْدَة ڤَآيسِنٌِّبغُونٌ        | Gemeinde Weißenbrunn       | 2٬886      | 26            |
| بَلْدَة ڤِيلهلِمستَآل       | Gemeinde Wilhelmsthal      | 3٬658      | 43            |

### البلدَات الحُرَّة
| اِسم البلدَة           | ٱلِٱسم بالأَلمانِيَّة                  | المِساحَة (كم²) |
| -------------------- | --------------------------------- | ------------- |
| بَلْدَة بِيرنٌّبَآُوم        | Gemeindefreies Birnbaum           | 8             |
| بَلْدَة لَآنغِنٌبَآَخر فُورِست | Gemeindefreies Langenbacher Forst | 13            |

## وصلات خارجية
- الصّفحة الرّسميّة لمِنطَقَة كرُونآَخ (بالألمانية)